# Cinquième district congressionnel du Minnesota
Le 5e district congressionnel du Minnesota est un district géographiquement petit, urbain et suburbain, situé dans le Minnesota. Il couvre l'est du Comté de Hennepin, y compris toute la ville de Minneapolis, ainsi que certaines parties des comtés d'Anoka et de Ramsey. Outre Minneapolis, les principales villes du district comprennent St. Louis Park, Richfield, Crystal, Robbinsdale, Golden Valley, New Hope, Fridley et une petite partie d'Edina.
Il a été créé en 1883 et a été surnommé le « Cinquième Sanglant » en raison de sa première élection. La lutte entre Knute Nelson et Charles F. Kindred impliquait à chaque instant des pots-de-vin, des intimidations et des fraudes électorales. La convention républicaine du 12 juillet à Detroit Lakes a été comparée à la bataille historique de la Boyne en Irlande. Cent cinquante délégués se disputèrent quatre-vingts sièges. Après une bagarre dans le centre de conférence principal, les campagnes Kindred et Nelson ont nommé chacun de leurs candidats,.
Le district est fortement Démocrate, avec un indice CPVI de D+30 – de loin le district le plus démocrate de l'État. Le 5e est également le district le plus démocrate du Haut-Midwest. Le Parti démocrate-paysan-travailliste (DFL) du Minnesota occupe ce siège sans interruption depuis 1963, et les Républicains n'ont pas recueilli plus de 40 pour cent des voix depuis près d'un demi-siècle. Le 5e district est l'un des plus diversifiés du Minnesota ; 16 % des résidents du district sont des immigrants, le plus élevé de tous les districts du Minnesota, les plus grands pays d'origine étant la Somalie, l'Éthiopie, le Mexique, l'Inde, le Laos, l'Équateur et le Libéria. Le district compte également la plus grande population d'Américains somaliens du pays, les Somaliens représentant 3 % de la population du district.
Le district est représenté par la Démocrate Ilhan Omar, qui est la première Somalienne-Américaine à siéger à la Chambre des Représentants des États-Unis et la première femme de couleur à représenter le Minnesota dans cette chambre. Omar, également musulman américain, a succédé à Keith Ellison, le premier musulman américain à siéger au Congrès, après avoir été élu Procureur Général du Minnesota,.

## Géographie
| #   | County   | Seat        | Population |
| --- | -------- | ----------- | ---------- |
| 3   | Anoka    | Anoka       | 372 441    |
| 53  | Hennepin | Minneapolis | 1 258 713  |
| 123 | Ramsey   | Saint Paul  | 536 075    |

### Villes et communes de 10 000 habitants ou plus
- Minneapolis - 425 096
- Edina - 52 437
- Louis Park - 48 827
- Richfield - 36 710
- Brooklyn Center - 32 217
- Fridley - 30 289
- Crystal - 22 265
- Columbia Heights - 22 243
- New Hope - 21 986
- Golden Valley - 21 545
- Robbinsdale - 14 646
- Anthony - 10 124

### Villes de 2 500 à 10 000 habitants
- Spring Lake Park - 7 188

## Historique de vote
| Année | Poste     | Résultats                 |
| ----- | --------- | ------------------------- |
| 2000  | Président | Gore 63,0 % – 29,0 %      |
| 2004  | Président | Kerry 71,0 % – 28,0 %     |
| 2008  | Président | Obama 74,0 % – 24,0 %     |
| 2012  | Président | Obama 74,0 % – 24,0 %     |
| 2016  | Président | Clinton 74,0 % – 19,0 %   |
| 2018  | Sénateur  | Klobuchar 81,0 % – 15,0 % |
| 2020  | Président | Biden 80,0 % – 17,0 %     |

## Liste des Représentants du district
| Membre                          | Parti            | Années                          | Congrès     | Histoire électorale | Zone géographique            |
| ------------------------------- | ---------------- | ------------------------------- | ----------- | --- | ---------------------------- |
| District établit le 4 mars 1883 |                  |                                 |             | |                              |
| Knute Nelson (en)               | Républicain      | 4 mars 1883 - 3 mars 1889       | 48e - 50e   | Élu en 1882. Réélu en 1884. Réélu en 1886. Retrait. | 1883–1893                    |
| Solomon Comstock (en)           | Républicain      | 4 mars 1889 - 3 mars 1891       | 51e         | Élu en 1888. perd sa réélection. | 1883–1893                    |
| Kittel Halvorson (en)           | Populiste        | 4 mars 1891 - 3 mars 1893       | 52e         | Élu en 1890. perd sa réélection. | 1883–1893                    |
| Loren Fletcher (en)             | Républicain      | 4 mars 1893 - 3 mars 1903       | 53e - 57e   | Élu en 1892. Réélu en 1894. Réélu en 1896. Réélu en 1898. Réélu en 1900. perd sa réélection. | 1893–1903                    |
| John Lind (en)                  | Démocrate        | 4 mars 1903 - 3 mars 1905       | 58e         | Élu en 1902. Retrait. | 1903–1913                    |
| Loren Fletcher (en)             | Républicain      | 4 mars 1905 - 3 mars 1907       | 59e         | Élu en 1904. Retrait. | 1903–1913                    |
| Frank Nye (en)                  | Républicain      | 4 mars 1907 - 3 mars 1913       | 60e - 62e   | Élu en 1906. Réélu en 1908. Réélu en 1910. Retrait. | 1903–1913                    |
| George Ross Smith (en)          | Républicain      | 4 mars 1913 - 3 mars 1917       | 63e , 64e   | Élu en 1912. Réélu en 1914. Perd sa réélection. | 1913–1933                    |
| Ernest Lundeen (en)             | Républicain      | 4 mars 1917 - 3 mars 1919       | 65e         | Élu en 1916. perd sa renomination. | 1913–1933                    |
| Walter Newton (en)              | Républicain      | 4 mars 1919 - 30 juin 1929      | 66e - 71e   | Élu en 1918. Réélu en 1920. Réélu en 1922. Réélu en 1924. Réélu en 1926. Réélu en 1928. Démissionne lorsque nommé Secrétaire au Président Herbert Hoover.                                                                | 1913–1933                    |
| Vacant                          | Vacant           | 30 juin 1929 - 17 juillet 1929  | 71e         | | 1913–1933                    |
| William I. Nolan (en)           | Républicain      | 17 juillet 1929 - 3 mars 1933   | 71e , 72e   | Élu pour terminer le mandat de Newton. Réélu en 1930. Redécoupage vers le district at-large. | 1913–1933                    |
| District inactif                | District inactif | 4 mars 1933 - 3 janvier 1935    | 73          | Représentants élus at-large. | Représentants élus at-large. |
| Theodore Christianson (en)      | Républicain      | 3 janvier 1935 - 3 janvier 1937 | 74e         | Redécoupage depuis le district at-large et réélu en 1934. Retrait pour se présenter comme Sénateur des États-Unis. | 1935–1943                    |
| Dewey Johnson                   | Farmer-Labor     | 3 janvier 1937 - 3 janvier 1939 | 75e         | Élu en 1936. perd sa réélection. | 1935–1943                    |
| Oscar Youngdahl (en)            | Républicain      | 3 janvier 1939 - 3 janvier 1943 | 76e , 77e   | Élu en 1938. Réélu en 1940. perd sa renomination. | 1935–1943                    |
| Walter Judd (en)                | Républicain      | 3 janvier 1943 - 3 janvier 1963 | 78e - 87e   | Élu en 1942. Réélu en 1944. Réélu en 1946. Réélu en 1948. Réélu en 1950. Réélu en 1952. Réélu en 1954. Réélu en 1956. Réélu en 1958. Réélu en 1960. perd sa réélection.                                                  | 1943–1953                    |
| Walter Judd (en)                | Républicain      | 3 janvier 1943 - 3 janvier 1963 | 78e - 87e   | Élu en 1942. Réélu en 1944. Réélu en 1946. Réélu en 1948. Réélu en 1950. Réélu en 1952. Réélu en 1954. Réélu en 1956. Réélu en 1958. Réélu en 1960. perd sa réélection.                                                  | 1953–1963                    |
| Donal M. Fraser (en)            | Démocrate (DFL)  | 3 janvier 1963 - 3 janvier 1979 | 88e - 95e   | Élu en 1962. Réélu en 1964. Réélu en 1966. Réélu en 1968. Réélu en 1970. Réélu en 1972. Réélu en 1974. Réélu en 1976. Retrait pour se présenter comme Sénateur des États-Unis.                                           | 1963–1973                    |
| Donal M. Fraser (en)            | Démocrate (DFL)  | 3 janvier 1963 - 3 janvier 1979 | 88e - 95e   | Élu en 1962. Réélu en 1964. Réélu en 1966. Réélu en 1968. Réélu en 1970. Réélu en 1972. Réélu en 1974. Réélu en 1976. Retrait pour se présenter comme Sénateur des États-Unis.                                           | 1973–1983                    |
| Martin Olav Sabo (en)           | Démocrate (DFL)  | 3 janvier 1979 - 3 janvier 2007 | 95e - 109e  | Élu en 1978. Réélu en 1980. Réélu en 1982. Réélu en 1984. Réélu en 1986. Réélu en 1988. Réélu en 1990. Réélu en 1992. Réélu en 1994. Réélu en 1996. Réélu en 1998. Réélu en 2000. Réélu en 2002. Réélu en 2004. Retrait. |                              |
| Martin Olav Sabo (en)           | Démocrate (DFL)  | 3 janvier 1979 - 3 janvier 2007 | 95e - 109e  | Élu en 1978. Réélu en 1980. Réélu en 1982. Réélu en 1984. Réélu en 1986. Réélu en 1988. Réélu en 1990. Réélu en 1992. Réélu en 1994. Réélu en 1996. Réélu en 1998. Réélu en 2000. Réélu en 2002. Réélu en 2004. Retrait. | 1983–1993                    |
| Martin Olav Sabo (en)           | Démocrate (DFL)  | 3 janvier 1979 - 3 janvier 2007 | 95e - 109e  | Élu en 1978. Réélu en 1980. Réélu en 1982. Réélu en 1984. Réélu en 1986. Réélu en 1988. Réélu en 1990. Réélu en 1992. Réélu en 1994. Réélu en 1996. Réélu en 1998. Réélu en 2000. Réélu en 2002. Réélu en 2004. Retrait. | 1993–2003                    |
| Martin Olav Sabo (en)           | Démocrate (DFL)  | 3 janvier 1979 - 3 janvier 2007 | 95e - 109e  | Élu en 1978. Réélu en 1980. Réélu en 1982. Réélu en 1984. Réélu en 1986. Réélu en 1988. Réélu en 1990. Réélu en 1992. Réélu en 1994. Réélu en 1996. Réélu en 1998. Réélu en 2000. Réélu en 2002. Réélu en 2004. Retrait. | 2003–2013                    |
| Keith Ellison                   | Démocrate (DFL)  | 3 janvier 2007 - 3 janvier 2019 | 110e - 115e | Élu en 2006. Réélu en 2008. Réélu en 2010. Réélu en 2012. Réélu en 2014. Réélu en 2016. Retrait pour se présenter comme Ministre de la Justice du Minnesota.                                                             |                              |
| Keith Ellison                   | Démocrate (DFL)  | 3 janvier 2007 - 3 janvier 2019 | 110e - 115e | Élu en 2006. Réélu en 2008. Réélu en 2010. Réélu en 2012. Réélu en 2014. Réélu en 2016. Retrait pour se présenter comme Ministre de la Justice du Minnesota.                                                             | 2013–2023                    |
| Ilhan Omar                      | Démocrate (DFL)  | 3 janvier 2019 - Présent        | 116e - 118e | Élue en 2018. Réélue en 2020. Réélue en 2022. |                              |
| Ilhan Omar                      | Démocrate (DFL)  | 3 janvier 2019 - Présent        | 116e - 118e | Élue en 2018. Réélue en 2020. Réélue en 2022. | 2023–Présent                 |

## Résultats des récentes élections
Voici les résultats des dix précédents cycles électoraux dans le district.

### 2004
| Élection de 2004 du 5e district congressionnel du Minnesota | Élection de 2004 du 5e district congressionnel du Minnesota | Élection de 2004 du 5e district congressionnel du Minnesota | Élection de 2004 du 5e district congressionnel du Minnesota | Élection de 2004 du 5e district congressionnel du Minnesota |
| ----------------------------------------------------------- | ----------------------------------------------------------- | ----------------------------------------------------------- | ----------------------------------------------------------- | ----------------------------------------------------------- |
| Parti                                                       | Parti                                                       | Candidat                                                    | Votes                                                       | %                                                           |
|                                                             | Démocrate (DFL)                                             | Martin Olav Sabo (en) (sortant)                             | 218 434                                                     | 69,7                                                        |
|                                                             | Républicain                                                 | Daniel Mathias                                              | 76 600                                                      | 24,4                                                        |
|                                                             | Vert                                                        | Jay Pond                                                    | 17 984                                                      | 5,7                                                         |
| Total des votes                                             | Total des votes                                             | Total des votes                                             | 313 018                                                     | 100 %                                                       |
|                                                             | Les Démocrate (DFL) conservent                              |                                                             |                                                             |                                                             |

### 2006
| Élection de 2006 du 5e district congressionnel du Minnesota | Élection de 2006 du 5e district congressionnel du Minnesota | Élection de 2006 du 5e district congressionnel du Minnesota | Élection de 2006 du 5e district congressionnel du Minnesota | Élection de 2006 du 5e district congressionnel du Minnesota |
| ----------------------------------------------------------- | ----------------------------------------------------------- | ----------------------------------------------------------- | ----------------------------------------------------------- | ----------------------------------------------------------- |
| Parti                                                       | Parti                                                       | Candidat                                                    | Votes                                                       | %                                                           |
|                                                             | Démocrate (DFL)                                             | Keith Ellison                                               | 136 060                                                     | 55,6                                                        |
|                                                             | Républicain                                                 | Alan Fine                                                   | 52 263                                                      | 21,3                                                        |
|                                                             | Indépendance                                                | Tammy Lee                                                   | 51 456                                                      | 21,0                                                        |
|                                                             | Vert                                                        | Jay Pond                                                    | 4792                                                        | 2,0                                                         |
| Total des votes                                             | Total des votes                                             | Total des votes                                             | 244 571                                                     | 100 %                                                       |
|                                                             | Les Démocrate (DFL) conservent                              |                                                             |                                                             |                                                             |

### 2008
| Élection de 2008 du 5e district congressionnel du Minnesota | Élection de 2008 du 5e district congressionnel du Minnesota | Élection de 2008 du 5e district congressionnel du Minnesota | Élection de 2008 du 5e district congressionnel du Minnesota | Élection de 2008 du 5e district congressionnel du Minnesota |
| ----------------------------------------------------------- | ----------------------------------------------------------- | ----------------------------------------------------------- | ----------------------------------------------------------- | ----------------------------------------------------------- |
| Parti                                                       | Parti                                                       | Candidat                                                    | Votes                                                       | %                                                           |
|                                                             | Démocrate (DFL)                                             | Keith Ellison (sortant)                                     | 228 776                                                     | 70,9                                                        |
|                                                             | Républicain                                                 | Barb Davis White                                            | 71 020                                                      | 22,0                                                        |
|                                                             | Indépendance                                                | Bill McGaughey                                              | 22 318                                                      | 6,9                                                         |
| Total des votes                                             | Total des votes                                             | Total des votes                                             | 322 114                                                     | 100 %                                                       |
|                                                             | Les Démocrate (DFL) conservent                              |                                                             |                                                             |                                                             |

### 2010
| Élection de 2010 du 5e district congressionnel du Minnesota | Élection de 2010 du 5e district congressionnel du Minnesota | Élection de 2010 du 5e district congressionnel du Minnesota | Élection de 2010 du 5e district congressionnel du Minnesota | Élection de 2010 du 5e district congressionnel du Minnesota |
| ----------------------------------------------------------- | ----------------------------------------------------------- | ----------------------------------------------------------- | ----------------------------------------------------------- | ----------------------------------------------------------- |
| Parti                                                       | Parti                                                       | Candidat                                                    | Votes                                                       | %                                                           |
|                                                             | Démocrate (DFL)                                             | Keith Ellison (sortant)                                     | 154 833                                                     | 67,7                                                        |
|                                                             | Républicain                                                 | Joel Demos                                                  | 55 222                                                      | 24,1                                                        |
|                                                             | Indépendant                                                 | Lynne Torgerson                                             | 8 548                                                       | 3,7                                                         |
|                                                             | Indépendance                                                | Tom Schrunk                                                 | 7 446                                                       | 3,3                                                         |
|                                                             | Independent Progressive (en)                                | Michael James Cavlan                                        | 2 468                                                       | 1,1                                                         |
| Total des votes                                             | Total des votes                                             | Total des votes                                             | 228 517                                                     | 100 %                                                       |
|                                                             | Les Démocrate (DFL) conservent                              |                                                             |                                                             |                                                             |

### 2012
| Élection de 2010 du 5e district congressionnel du Minnesota | Élection de 2010 du 5e district congressionnel du Minnesota | Élection de 2010 du 5e district congressionnel du Minnesota | Élection de 2010 du 5e district congressionnel du Minnesota | Élection de 2010 du 5e district congressionnel du Minnesota |
| ----------------------------------------------------------- | ----------------------------------------------------------- | ----------------------------------------------------------- | ----------------------------------------------------------- | ----------------------------------------------------------- |
| Parti                                                       | Parti                                                       | Candidat                                                    | Votes                                                       | %                                                           |
|                                                             | Démocrate (DFL)                                             | Keith Ellison (sortant)                                     | 262 102                                                     | 74,5                                                        |
|                                                             | Républicain                                                 | Chris Fields                                                | 88 753                                                      | 25,2                                                        |
| Total des votes                                             | Total des votes                                             | Total des votes                                             | 350 855                                                     | 100 %                                                       |
|                                                             | Les Démocrate (DFL) conservent                              |                                                             |                                                             |                                                             |

### 2014
| Élection de 2014 du 5e district congressionnel du Minnesota | Élection de 2014 du 5e district congressionnel du Minnesota | Élection de 2014 du 5e district congressionnel du Minnesota | Élection de 2014 du 5e district congressionnel du Minnesota | Élection de 2014 du 5e district congressionnel du Minnesota |
| ----------------------------------------------------------- | ----------------------------------------------------------- | ----------------------------------------------------------- | ----------------------------------------------------------- | ----------------------------------------------------------- |
| Parti                                                       | Parti                                                       | Candidat                                                    | Votes                                                       | %                                                           |
|                                                             | Démocrate (DFL)                                             | Keith Ellison (sortant)                                     | 167 079                                                     | 70,8                                                        |
|                                                             | Républicain                                                 | Doug Daggett                                                | 56 577                                                      | 24,0                                                        |
|                                                             | Indépendance                                                | Lee Bauer                                                   | 12 001                                                      | 5,1                                                         |
| Total des votes                                             | Total des votes                                             | Total des votes                                             | 235 657                                                     | 100 %                                                       |
|                                                             | Les Démocrate (DFL) conservent                              |                                                             |                                                             |                                                             |

### 2016
| Élection de 2016 du 5e district congressionnel du Minnesota | Élection de 2016 du 5e district congressionnel du Minnesota | Élection de 2016 du 5e district congressionnel du Minnesota | Élection de 2016 du 5e district congressionnel du Minnesota | Élection de 2016 du 5e district congressionnel du Minnesota |
| ----------------------------------------------------------- | ----------------------------------------------------------- | ----------------------------------------------------------- | ----------------------------------------------------------- | ----------------------------------------------------------- |
| Parti                                                       | Parti                                                       | Candidat                                                    | Votes                                                       | %                                                           |
|                                                             | Démocrate (DFL)                                             | Keith Ellison (sortant)                                     | 249 964                                                     | 69,1                                                        |
|                                                             | Républicain                                                 | Frank Drake                                                 | 80 660                                                      | 22,3                                                        |
|                                                             | Legal Marijuana Now (en)                                    | Dennis Schuller                                             | 30 759                                                      | 8,5                                                         |
| Total des votes                                             | Total des votes                                             | Total des votes                                             | 361 383                                                     | 100 %                                                       |
|                                                             | Les Démocrate (DFL) conservent                              |                                                             |                                                             |                                                             |

### 2018
| Élection de 2018 du 5e district congressionnel du Minnesota | Élection de 2018 du 5e district congressionnel du Minnesota | Élection de 2018 du 5e district congressionnel du Minnesota | Élection de 2018 du 5e district congressionnel du Minnesota | Élection de 2018 du 5e district congressionnel du Minnesota |
| ----------------------------------------------------------- | ----------------------------------------------------------- | ----------------------------------------------------------- | ----------------------------------------------------------- | ----------------------------------------------------------- |
| Parti                                                       | Parti                                                       | Candidat                                                    | Votes                                                       | %                                                           |
|                                                             | Démocrate (DFL)                                             | Ilhan Omar                                                  | 267 703                                                     | 78,0                                                        |
|                                                             | Républicain                                                 | Jennifer Zielinski                                          | 74 440                                                      | 21,7                                                        |
| Total des votes                                             | Total des votes                                             | Total des votes                                             | 342 143                                                     | 100 %                                                       |
|                                                             | Les Démocrate (DFL) conservent                              |                                                             |                                                             |                                                             |

### 2020
| Élection de 2020 du 5e district congressionnel du Minnesota | Élection de 2020 du 5e district congressionnel du Minnesota | Élection de 2020 du 5e district congressionnel du Minnesota | Élection de 2020 du 5e district congressionnel du Minnesota | Élection de 2020 du 5e district congressionnel du Minnesota |
| ----------------------------------------------------------- | ----------------------------------------------------------- | ----------------------------------------------------------- | ----------------------------------------------------------- | ----------------------------------------------------------- |
| Parti                                                       | Parti                                                       | Candidat                                                    | Votes                                                       | %                                                           |
|                                                             | Démocrate (DFL)                                             | Ilhan Omar (sortante)                                       | 255 924                                                     | 64,3                                                        |
|                                                             | Républicain                                                 | Lacy Johnson                                                | 102 878                                                     | 25,8                                                        |
|                                                             | Legal Marijuana Now (en)                                    | Michael Moore                                               | 37 979                                                      | 9,5                                                         |
|                                                             | Write-In                                                    | Write-In                                                    | 1 448                                                       | 0,4                                                         |
| Total des votes                                             | Total des votes                                             | Total des votes                                             | 398 229                                                     | 100 %                                                       |
|                                                             | Les Démocrate (DFL) conservent                              |                                                             |                                                             |                                                             |

### 2022
| Primaire Démocrate-DFL de 2022 du 5e district congressionnel du Minnesota | Primaire Démocrate-DFL de 2022 du 5e district congressionnel du Minnesota | Primaire Démocrate-DFL de 2022 du 5e district congressionnel du Minnesota | Primaire Démocrate-DFL de 2022 du 5e district congressionnel du Minnesota | Primaire Démocrate-DFL de 2022 du 5e district congressionnel du Minnesota |
| ------------------------------------------------------------------------- | ------------------------------------------------------------------------- | ------------------------------------------------------------------------- | ------------------------------------------------------------------------- | ------------------------------------------------------------------------- |
| Parti                                                                     | Parti                                                                     | Candidat                                                                  | Votes                                                                     | %                                                                         |
|                                                                           | Démocrate (DFL)                                                           | Ilhan Omar (sortante)                                                     | 57 683                                                                    | 50,3                                                                      |
|                                                                           | Démocrate (DFL)                                                           | Don Samuels                                                               | 55 217                                                                    | 48,2                                                                      |
|                                                                           | Démocrate (DFL)                                                           | Nate Schluter                                                             | 671                                                                       | 0,6                                                                       |
|                                                                           | Démocrate (DFL)                                                           | A.J. Kern                                                                 | 519                                                                       | 0,5                                                                       |
|                                                                           | Démocrate (DFL)                                                           | Albert T. Ross                                                            | 477                                                                       | 0,4                                                                       |

| Primaire Républicaine de 2022 du 5e district congressionnel du Minnesota | Primaire Républicaine de 2022 du 5e district congressionnel du Minnesota | Primaire Républicaine de 2022 du 5e district congressionnel du Minnesota | Primaire Républicaine de 2022 du 5e district congressionnel du Minnesota | Primaire Républicaine de 2022 du 5e district congressionnel du Minnesota |
| ------------------------------------------------------------------------ | ------------------------------------------------------------------------ | ------------------------------------------------------------------------ | ------------------------------------------------------------------------ | ------------------------------------------------------------------------ |
| Parti                                                                    | Parti                                                                    | Candidat                                                                 | Votes                                                                    | %                                                                        |
|                                                                          | Républicain                                                              | Cicely Davis                                                             | 4 765                                                                    | 48,0                                                                     |
|                                                                          | Républicain                                                              | Royce White                                                              | 3 689                                                                    | 37,1                                                                     |
|                                                                          | Républicain                                                              | Guy Gaskin                                                               | 1 476                                                                    | 14,9                                                                     |

| Élection de 2022 du 5e district congressionnel du Minnesota | Élection de 2022 du 5e district congressionnel du Minnesota | Élection de 2022 du 5e district congressionnel du Minnesota | Élection de 2022 du 5e district congressionnel du Minnesota | Élection de 2022 du 5e district congressionnel du Minnesota |
| ----------------------------------------------------------- | ----------------------------------------------------------- | ----------------------------------------------------------- | ----------------------------------------------------------- | ----------------------------------------------------------- |
| Parti                                                       | Parti                                                       | Candidat                                                    | Votes                                                       | %                                                           |
|                                                             | Démocrate (DFL)                                             | Ilhan Omar (sortante)                                       | 214 224                                                     | 74,33                                                       |
|                                                             | Républicain                                                 | Cicely Davis                                                | 70 702                                                      | 24,53                                                       |
|                                                             | Write-In                                                    | Write-In                                                    | 3 280                                                       | 1,14                                                        |
| Total des votes                                             | Total des votes                                             | Total des votes                                             | TBD                                                         | 100 %                                                       |
|                                                             | Les Démocrate (DFL) conservent                              |                                                             |                                                             |                                                             |

### 2024
| Primaire Démocrate-DFL de 2024 du 5e district congressionnel du Minnesota | Primaire Démocrate-DFL de 2024 du 5e district congressionnel du Minnesota | Primaire Démocrate-DFL de 2024 du 5e district congressionnel du Minnesota | Primaire Démocrate-DFL de 2024 du 5e district congressionnel du Minnesota | Primaire Démocrate-DFL de 2024 du 5e district congressionnel du Minnesota |
| ------------------------------------------------------------------------- | ------------------------------------------------------------------------- | ------------------------------------------------------------------------- | ------------------------------------------------------------------------- | ------------------------------------------------------------------------- |
| Parti                                                                     | Parti                                                                     | Candidat                                                                  | Votes                                                                     | %                                                                         |
|                                                                           | Démocrate (DFL)                                                           | Ilhan Omar (sortante)                                                     | 67 926                                                                    | 56,2                                                                      |
|                                                                           | Démocrate (DFL)                                                           | Don Samuels                                                               | 51 839                                                                    | 42,9                                                                      |
|                                                                           | Démocrate (DFL)                                                           | Nate Schluter                                                             | 575                                                                       | 0,5                                                                       |
|                                                                           | Démocrate (DFL)                                                           | Abena McKenzie                                                            | 461                                                                       | 0,4                                                                       |

| Primaire Républicaine de 2024 du 5e district congressionnel du Minnesota | Primaire Républicaine de 2024 du 5e district congressionnel du Minnesota | Primaire Républicaine de 2024 du 5e district congressionnel du Minnesota | Primaire Républicaine de 2024 du 5e district congressionnel du Minnesota | Primaire Républicaine de 2024 du 5e district congressionnel du Minnesota |
| ------------------------------------------------------------------------ | ------------------------------------------------------------------------ | ------------------------------------------------------------------------ | ------------------------------------------------------------------------ | ------------------------------------------------------------------------ |
| Parti                                                                    | Parti                                                                    | Candidat                                                                 | Votes                                                                    | %                                                                        |
|                                                                          | Républicain                                                              | Dalia al-Aqidi                                                           | 3380                                                                     | 100%                                                                     |

| Élection de 2024 du 5e district congressionnel du Minnesota | Élection de 2024 du 5e district congressionnel du Minnesota | Élection de 2024 du 5e district congressionnel du Minnesota | Élection de 2024 du 5e district congressionnel du Minnesota | Élection de 2024 du 5e district congressionnel du Minnesota |
| ----------------------------------------------------------- | ----------------------------------------------------------- | ----------------------------------------------------------- | ----------------------------------------------------------- | ----------------------------------------------------------- |
| Parti                                                       | Parti                                                       | Candidat                                                    | Votes                                                       | %                                                           |
|                                                             | Démocrate (DFL)                                             | Ilhan Omar (sortante)                                       | 261 066                                                     | 74,4                                                        |
|                                                             | Républicain                                                 | Dalia al-Aqidi                                              | 86 213                                                      | 24,6                                                        |
|                                                             | Write-In                                                    | Write-In                                                    | 3768                                                        | 1,1                                                         |
| Total des votes                                             | Total des votes                                             | Total des votes                                             | 351 047                                                     | 100 %                                                       |
|                                                             | Les Démocrate (DFL) conservent                              |                                                             |                                                             |                                                             |